# Distrito Municipal de Muskoka

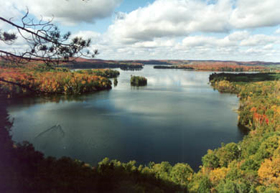
Vista panorâmica do Lago Peninsula em Muskoka, Ontário, destacando a Baía do Lobo e a Ilha do Lobo, com uma península ao fundo. Localizado no coração do “País das Cabanas” em Ontário Central

O Distrito Municipal de Muskoka - que é oficialmente uma Municipalidade Regional, e não um Distrito - é uma região administrativa da província canadense de Ontário. Está localizado às margens do Lago Huron. Possui cerca de 6,475 km² e 50,000 habitantes. Muskoka possui cerca de 1.6 mil lagos, e suas belezas naturais atraem mais de 2.1 milhões de turistas todo ano.